# Biloxi Blues
Biloxi Blues (Brasil: Metido em Encrencas / Portugal: Os Rapazes de Biloxi) é um filme de comédia norte-americano de 1988 estrelado por Matthew Broderick e dirigido por Mike Nichols.
O roteiro é de Neil Simon e baseia-se em sua peça de teatro homônima de 1985.

## Elenco
- Matthew Broderick ..... Eugene Morris Jerome
- Christopher Walken ..... Sgt. Merwin J. Toomey
- Matt Mulhern ..... Joseph Wykowski
- Corey Parker ..... Arnold B. Epstein
- Casey Siemaszko ..... Don Carney
- Markus Flanagan..... Roy Selridge
- Michael Dolan ..... James J. Hennessey
- Penelope Ann Miller ..... Daisy
- Park Overall ..... Rowena